# Zoodes quadridentatus
Zoodes quadridentatus är en skalbaggsart som beskrevs av Charles Joseph Gahan 1906. Zoodes quadridentatus ingår i släktet Zoodes och familjen långhorningar.
Artens utbredningsområde är Laos. Inga underarter finns listade i Catalogue of Life.